# Юринці
Ю́ринці — село в Україні, у Сатанівській селищній територіальній громаді Хмельницького району Хмельницької області. Населення становить 785 осіб.

## Розташування
Село розташоване за 44 км від районного центру Городок і за 25 км від залізничної станції Закупне на лінії Ярмолинці — Чортків. Біля села розташована Сатанівська ГЕС.

## Історія
Колишній орган місцевого самоуправління — Юринецька сільська рада.

## Символіка

### Герб
У лазуровому щиті Святий Юрій-Змієборець із золотим німбом, у золотих обладунках і червоним щитом, на якому золоте шістнадцятипроменеве сонце, верхи на срібному коні із червоною збруєю, вражає золотим списом срібного змія. У срібній главі два червоних римських списа в косий хрест. Щит вписаний у декоративний картуш і увінчаний золотою сільською короною. Унизу картуша напис «ЮРИНЦІ».

### Прапор
Квадратне полотнище поділене горизонтально на білу і синю смуги у співвідношенні 1:3. На верхній смузі два червоних римських списа, покладені навхрест. На нижній смузі Святий Юрій-Змієборець із жовтим німбом, у жовтих обладунках і червоним щитом, на якому жовте шістнадцятипроменеве сонце, верхи на білому коні із червоною збруєю, вражає жовтим списом білого змія.

### Пояснення символіки
Святий Юрій символізує назву села (герб є промовистим); римські списи символізують легенди про римських легіонерів, чий табір стояв у цих місцях.

## Населення

### Мова
Розподіл населення за рідною мовою за даними перепису 2001 року:
| Мова       | Відсоток |
| ---------- | -------- |
| українська | 98,34 %  |
| російська  | 1,66 %   |

## Природоохоронні території
Село лежить у межах національного природного парку «Подільські Товтри».

## Галерея

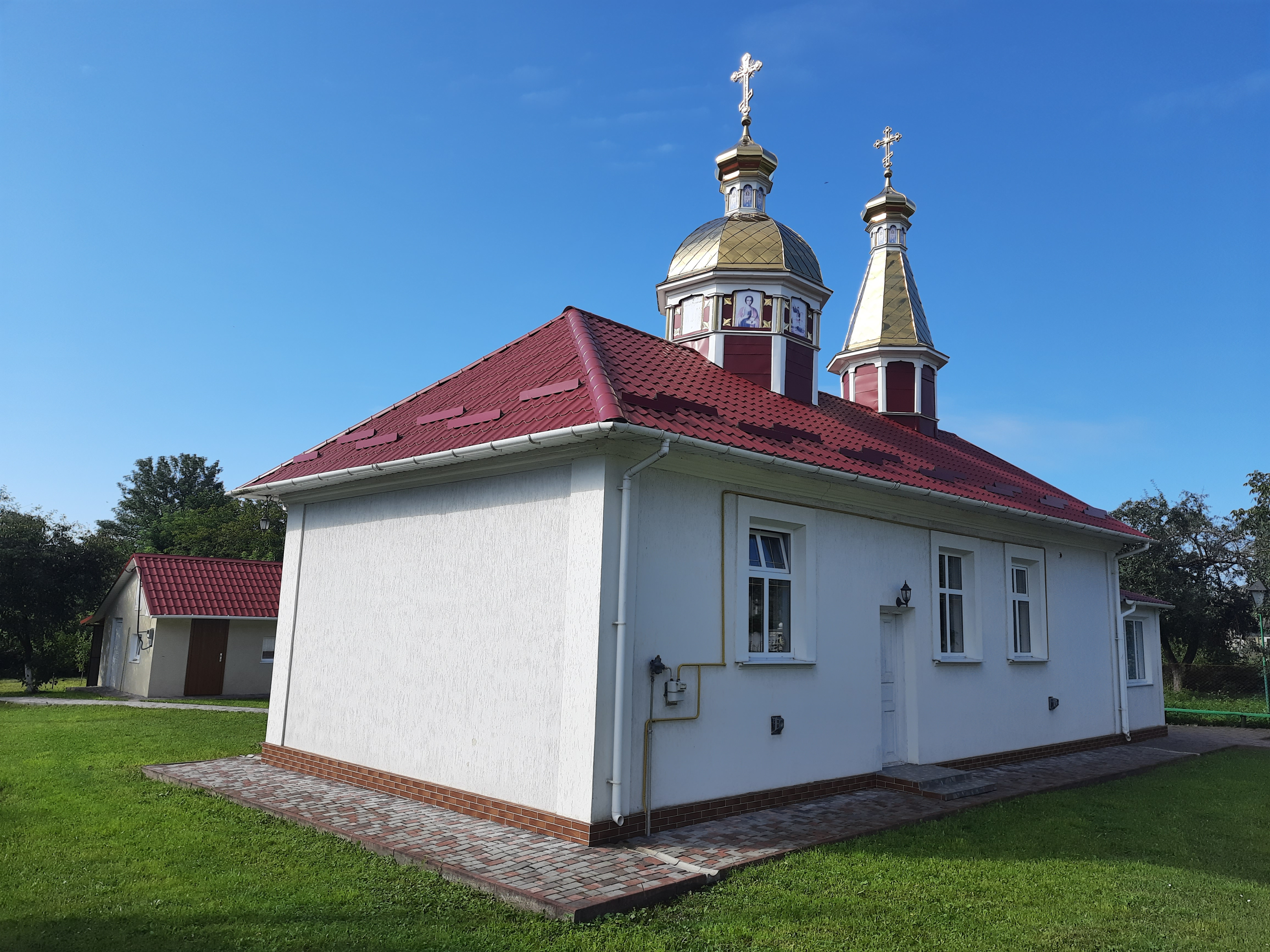
Сільська церква
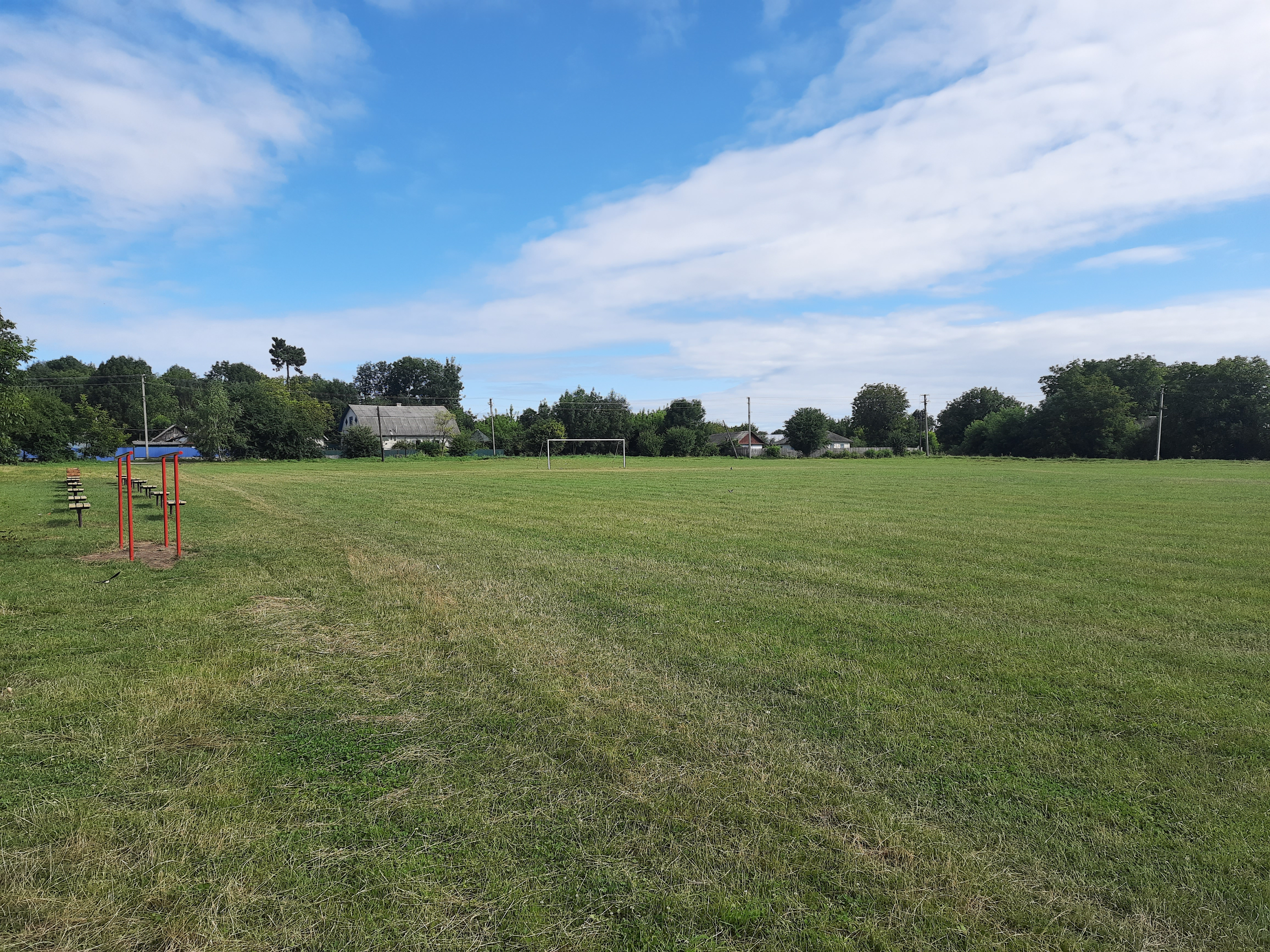
Стадіон
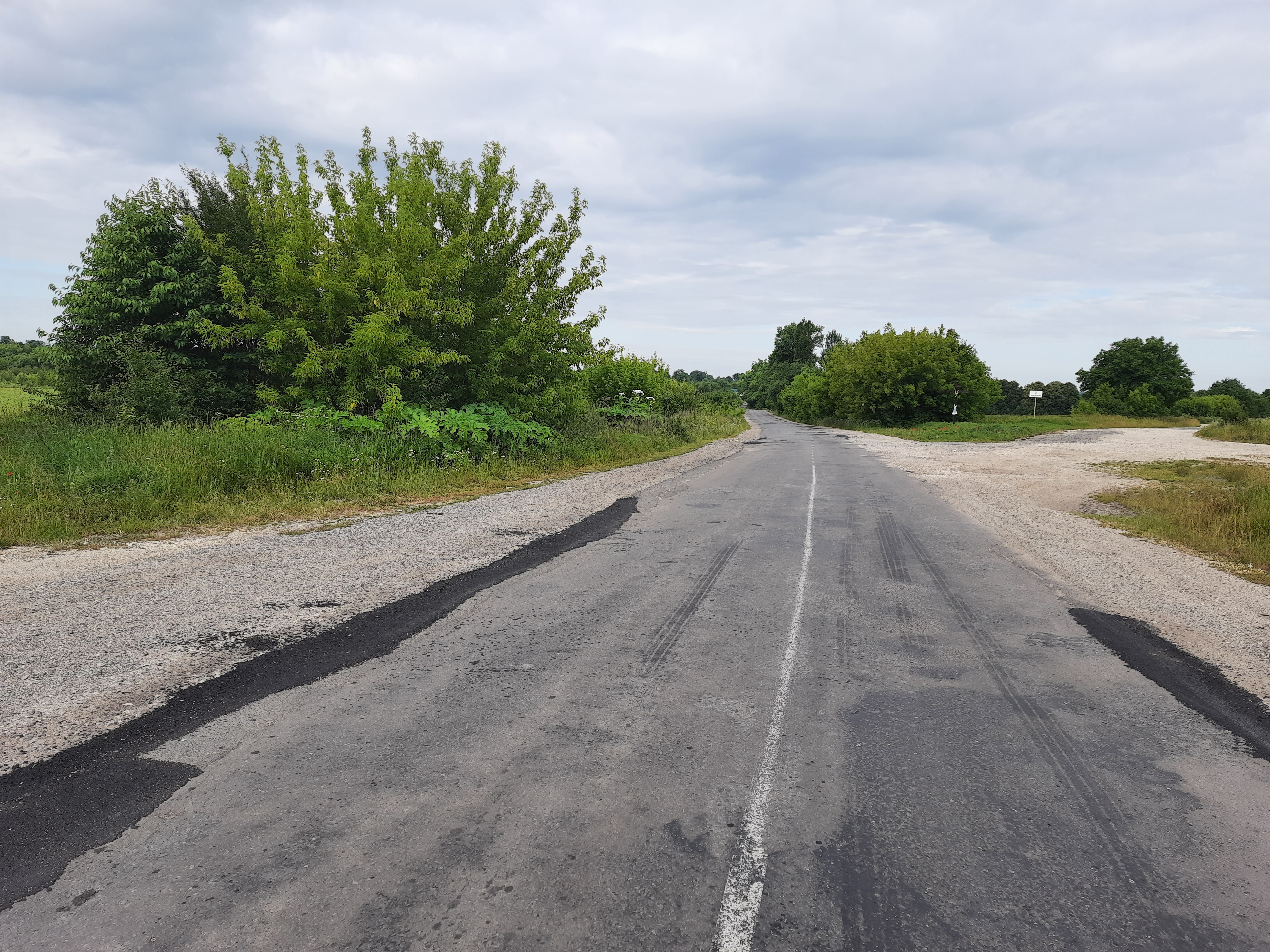
Дорога в село
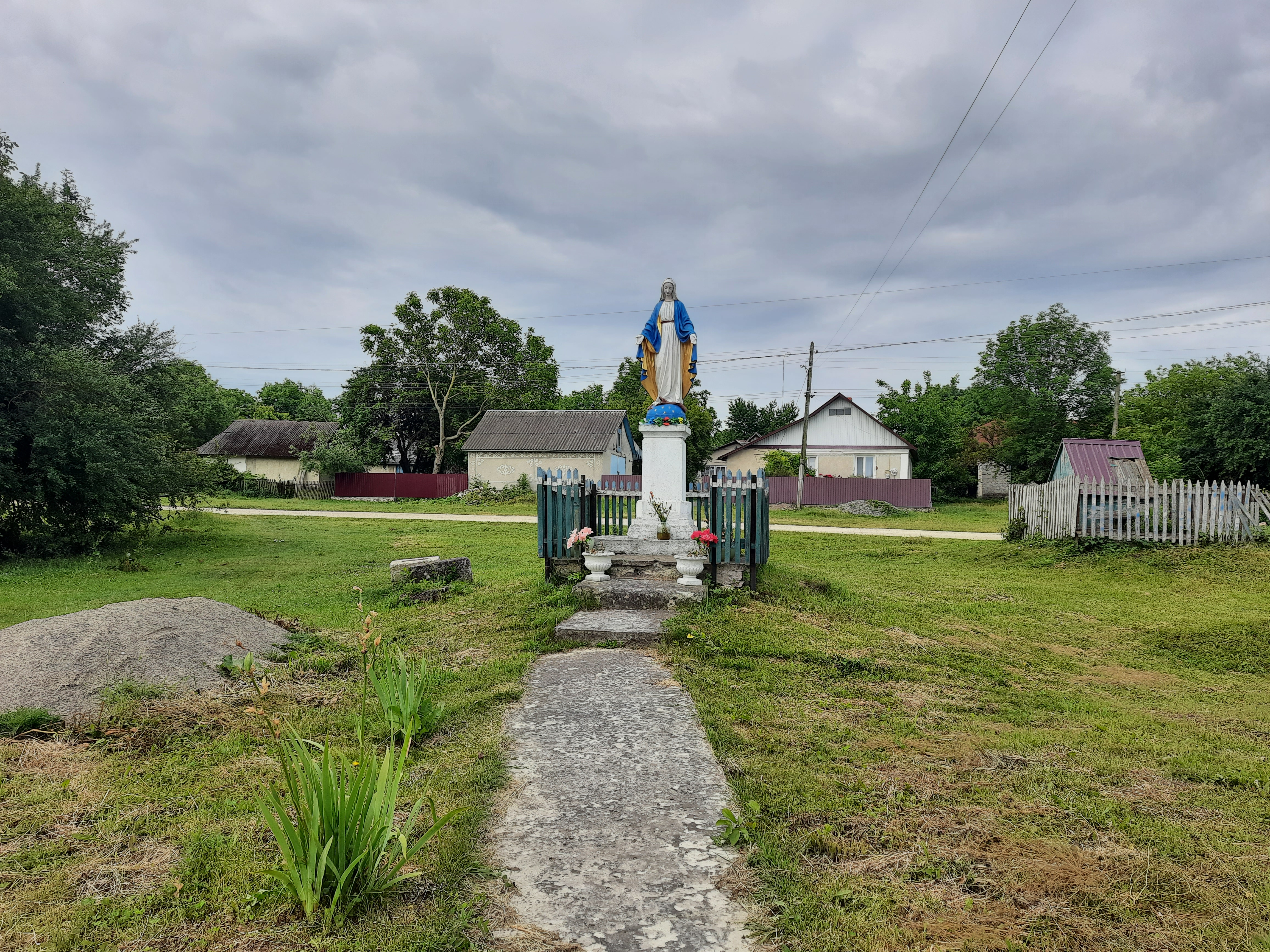
Статуя Божої Матері
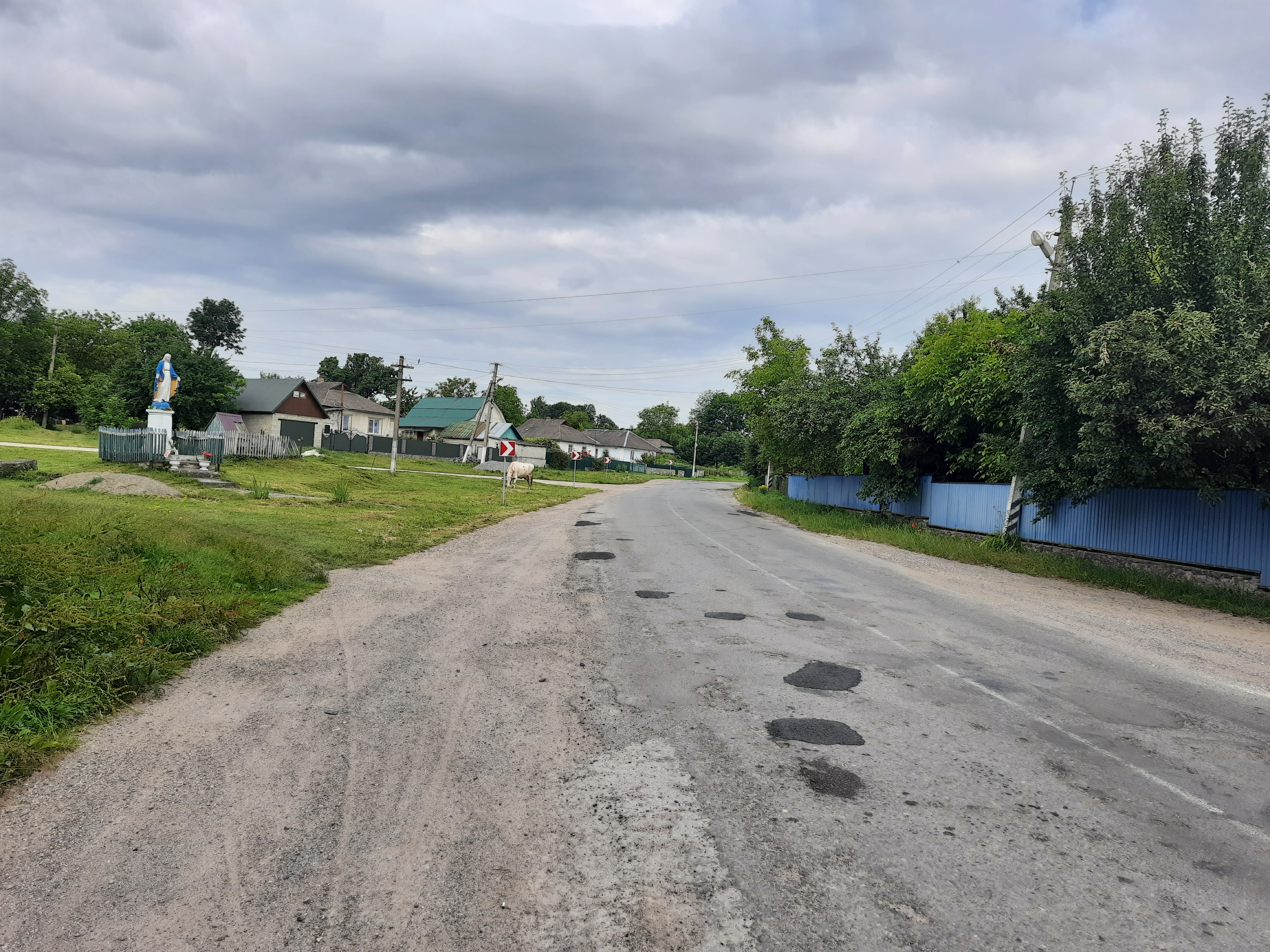
Сільська вулиця